# 産交バス八代営業所
産交バス八代営業所（さんこうバスやつしろえいぎょうしょ）は、熊本県八代市新地町にある九州産交バスの子会社産交バスの営業所の一つ。

## 概要
かつては、1991年に本体である九州産業交通から地域ごとに分社化され、熊南産交(ゆうなんさんこう)の発足と同時に同社の本社としての役割も担っていたが、2005年4月に子会社再統合によって現在は産交バスの八代営業所として位置付けられている。また、当営業所はバス利用者に向け、2011年4月1日から当営業所から近い場所にあるゆめタウン八代と協力し、ゆめタウン八代の駐車場の一部をパークアンドライド駐車場として利用できていた（約100台収容可）が同年9月30日、八代IC線廃止に伴い、現在は利用できない。

## 所在地
- 産交バス八代営業所：熊本県八代市新地町
  - 併設バス停：八代産交（バス停には空調設備を備えた待合施設）
  - 隣接バス停：ゆめタウン八代、中塩屋、八代小学校入口

八代営業所のほか八代郡宮原町(現・八代郡氷川町)の宮原車庫(3台)、宇城市松橋町松橋の松橋車庫(九州産交バス松橋営業所に併設3台)、下益城郡美里町原町194−1に砥用車庫（中型車両4台）に駐在車両がある。かつては八代営業所管轄内にこれ以外の各地への路線を設けており、各地に駐在車庫も存在したが、路線廃止と同時に駐在車庫も廃止された。

## 沿革
- 1942年8月17日 - 九州産業交通株式会社設立。
- 1991年3月 - 経営効率化により、九州産業交通のローカル営業所を地域毎に分社化したことにより熊南産交株式会社が発足し、当営業所は同社の本社となる。このほか、県北地区に「熊北産交」、天草地区に「天草産交」が同日に発足する。
- 2005年3月 - 九州産業交通の産業再生機構の支援により、同社の子会社の再編に伴い路線バス事業の上記3社ならびに山間地域や廃止代替路線（沿線自治体の補助等により運行を継承した路線）を運営する産交観光バスの路線バス事業を統合して産交バス株式会社が発足。統合により熊南産交および同八代営業所としては同月末をもって営業終了。
- 2005年4月1日 - 産交バスに業務継承、産交バス八代営業所となる。
- 2023年6月1日 - 組織改編に伴い、産交バス松橋営業所を吸収統合。松橋における従前の車庫は九州産交バス松橋営業所であると同時に産交バス八代営業所松橋車庫を併設する形で車両と乗務員は引き続き駐在。
- 2025年8月11日 - 熊本県下に集中豪雨。八代営業所ではバス38台が浸水により使用不能になり運休[1][2]。同月13日から他の営業所から車両を借り順次運行再開[3][4]。

## 車両
- 基本的に国産4メーカーを取り揃えるが、中型車はいすゞ・ジャーニーKや日野・レインボーRJをメインに多数在籍している他、小型車は日野・リエッセとレインボーRBが配属され、各路線で幅広く運用されている。近年はJR九州バス・京王バス・川崎市交通局・神奈川中央交通からの移籍車両が導入されている。日野・リエッセについては、黒色のバンパーで前扉だけのトップドア仕様の他、2000年以降にはバンパーがボディ同色（青色）でリフト付きスロープを搭載した中扉（後乗り）仕様がある。このほか、2010年には日野・ポンチョを、2012年には三菱ふそう・ローザを新たに導入している。また、2011年4月－9月の半年間に運行していた八代IC線（ゆめタウン－八代IC）に関してはタウンエースが使用されていた。
- 2023年6月における産交バスの組織改編により、これまでの松橋営業所所属車両が7台当営業所に移管してきた。松橋所属車の中には、宇土市街地循環バス「行長しゃん号」専用車である日野・ポンチョや、砥用線で使用されている大型・中型ロング車両4台も含まれる。なお、旧松橋営業所時代における砥用線では平日の乗客輸送量が熊本都市圏路線並に多く、他方でメインに使用される小型車両での輸送は困難であるため、大型車または中型ロング車が使用されていた事から、当営業所としては約30年ぶりに一般路線向け大型車を保有する事となったが、親会社から移管してきた中型ロング車の廃車に伴い、現在では中型車両2台（中古車のいすゞエルガミオ及び自社発注車両の新車の日野レインボー）を専属車両として使われている。ただし、専用車の点検又は故障、八代営業所扱いの日祝ダイヤの砥用線の一部では小型車両で運行される場合もある。
- その他、2011年3月12日より新八代駅 - 宮崎間を結ぶ高速バス「B&Sみやざき号」を担当している事から、トイレ付きの大型ハイデッカー車両（日野・セレガFS（西工C-Ⅰ））が4台ほど親会社の九州産交バスから貸出を受けて配属されていた（全車「ひのくに号」からの転用車）[5] が、2012年10月1日よりパウダールーム装備トイレ・各座席コンセント・プラズマクラスターエアコンが完備された新型車両4台（日野・セレガ）が自社発注により導入された[6][7]。その後再びセレガが自社発注で導入され、2018年には2012年導入の2台が天草へ転属、2019年7月には残り2台が新車導入と共に天草へ転属した事により、当営業所において2012年式B&Sみやざき号（2代目）専用車は一掃された。

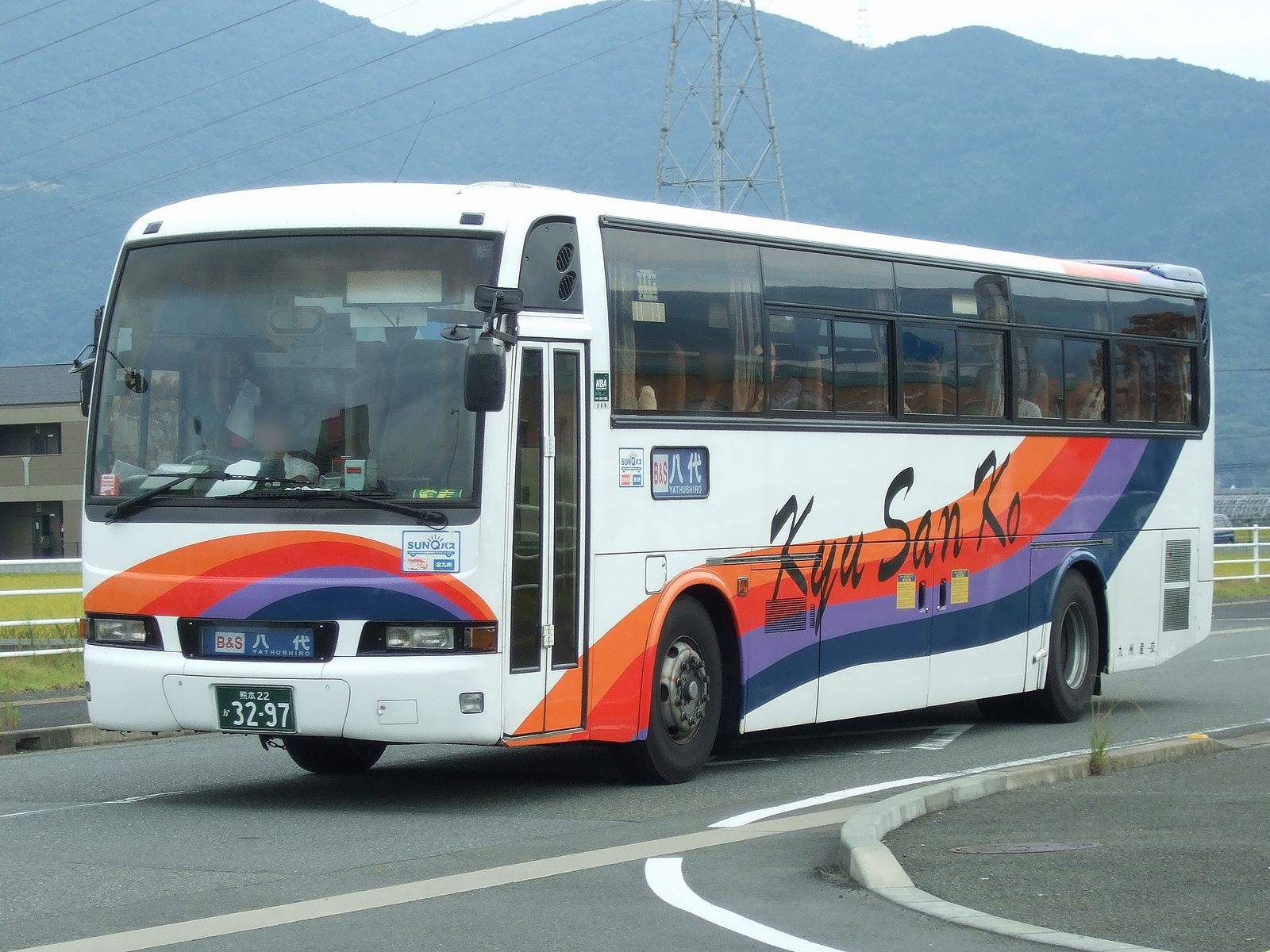
九州産交バスから貸出されていた西工C-Ⅰによる「B&Sみやざき号」
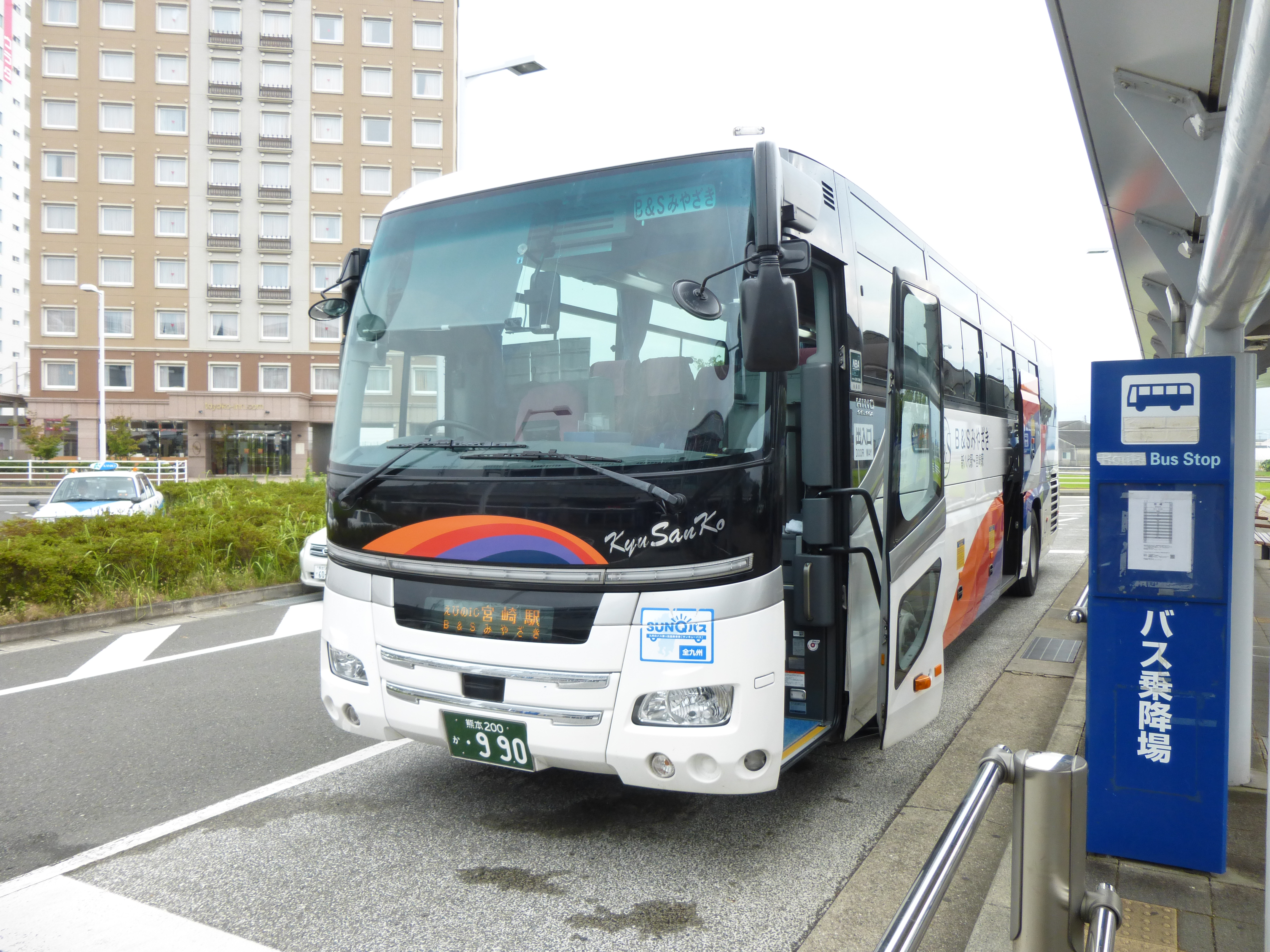
2012年導入の高速バス「B&Sみやざき号」専用車
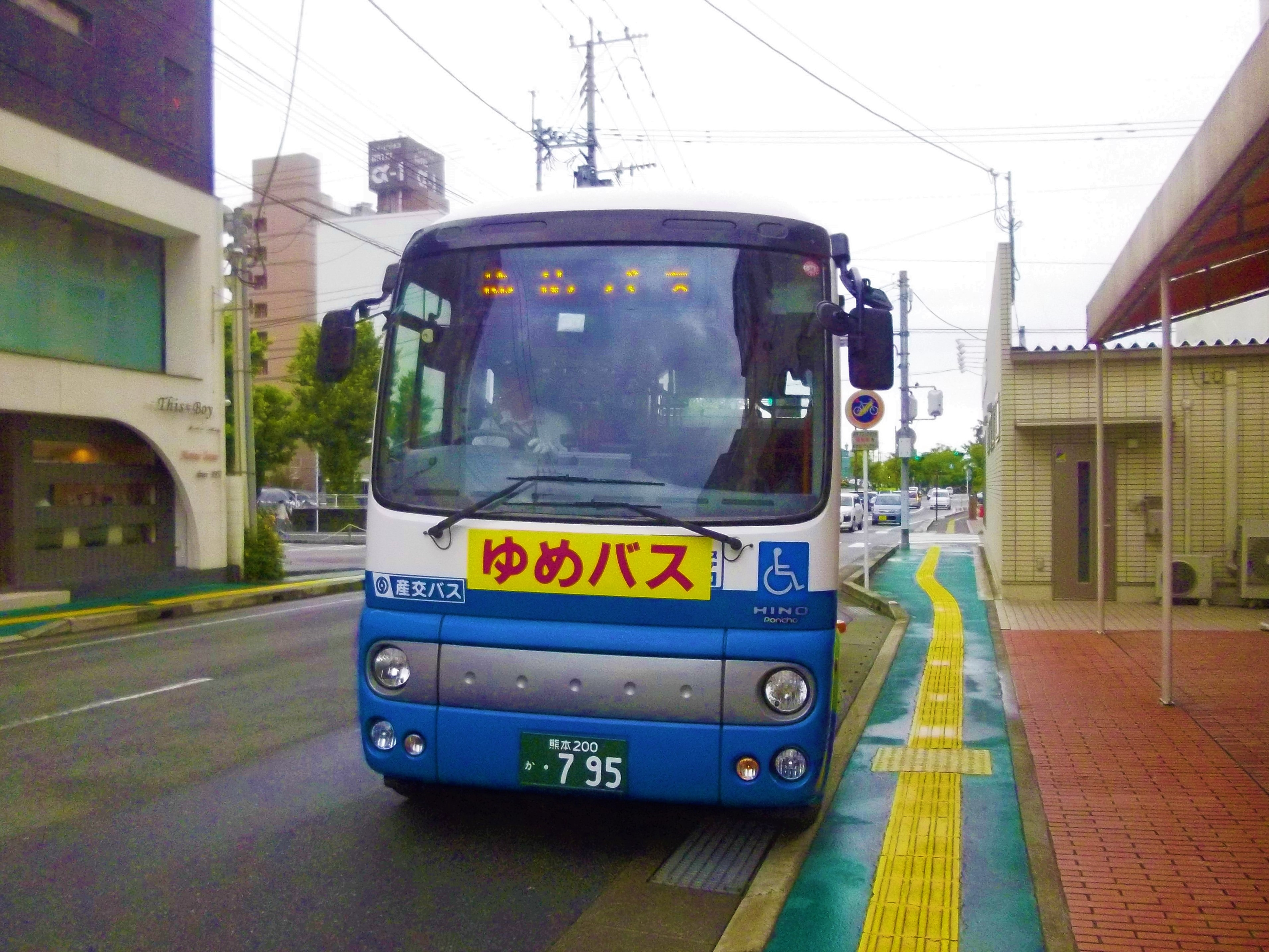
一般路線用の日野・ポンチョ 写真は「ゆめバス」代走時
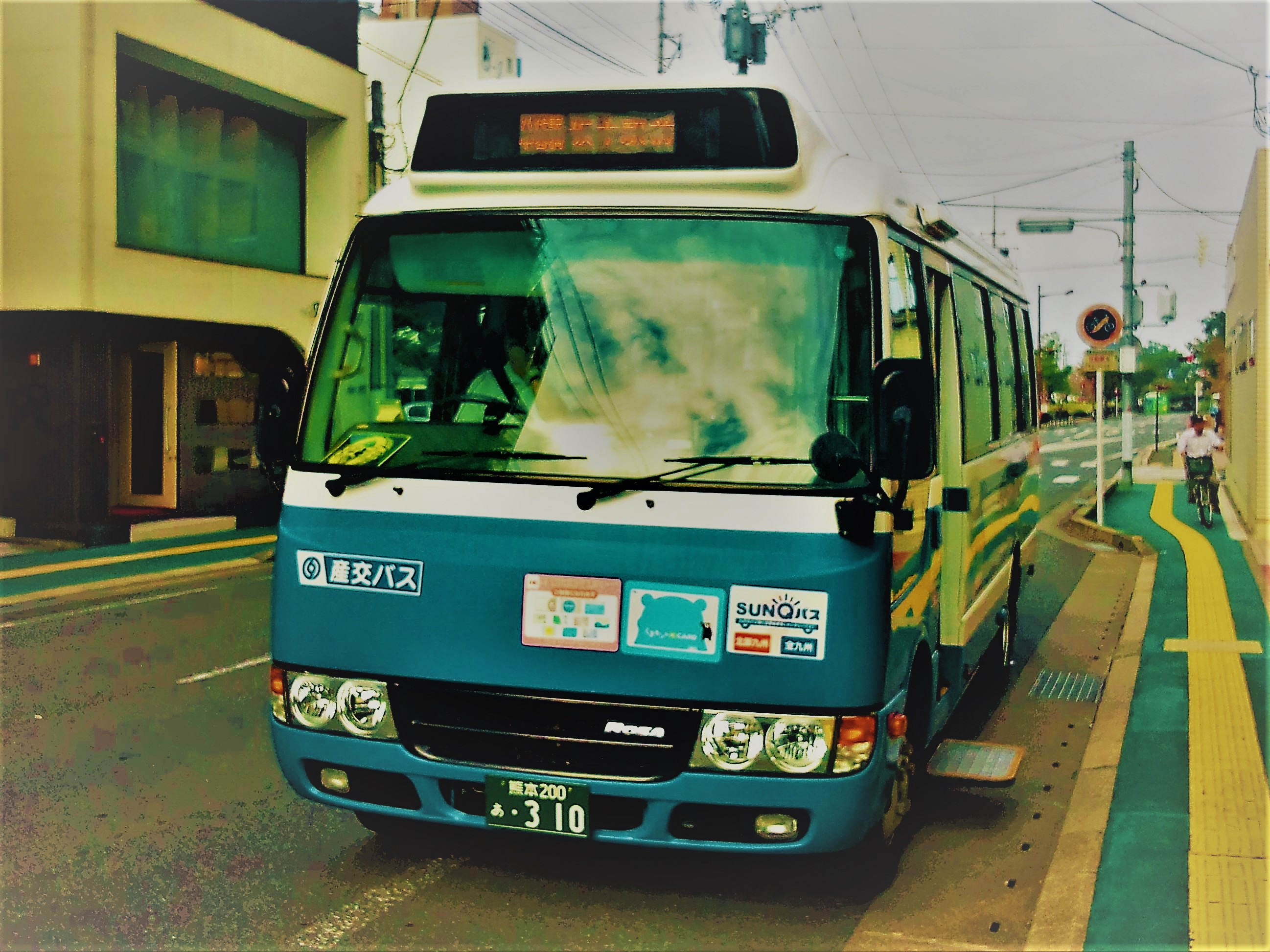
2012年導入の三菱ふそう・ローザ

## 当営業所の担当路線
- 現在は主に八代産交・八代市役所前を起点として、八代市内をはじめその周辺エリア（氷川町ならびに旧八代郡一帯）や宇城地区においてカバーし、八代駅、新八代駅からゆめタウン八代・イオン八代ショッピングセンターなどを結ぶコミュニティバスを運行している。また、2023年6月に松橋営業所を吸収統合し、旧松橋営業所が担当していた松橋地区と下益城郡美里町地区（旧砥用町）を結ぶ路線や、宇土市街地を巡回するコミュニティバスの運行を引き継いでいる。このほか、高速バス路線として2011年3月12日の九州新幹線全線開業に伴いこの日から新たに新八代駅－宮崎駅間を結ぶ「B&Sみやざき号」の運行を当営業所が担当する事となり、当営業所にとっては「エアラインやつしろ号」が2004年に廃止して以来約6年半ぶりの高速バス路線となり、さらには八代市から熊本県外間とを結ぶ路線としても1975年に「さつま号」が廃止されて以来約36年ぶりに当営業所が担当する県外特急路線でもある。 
  - このほかにも八代地区においては、熊本－鹿児島線「きりしま号」ならびに福岡 - 宮崎線「フェニックス号（各停便）」が八代ICバス停より乗車できる。過去には熊本－宮崎線「なんぷう号」も八代地区に停車していた[8][9]。

- なお、当営業所が管轄する八代市内は2000年代に入ってから過疎化や空洞化が進み、さらにモーターリゼーションの影響で乗車率が悪化してきているため、路線バスの運行区間が年々短縮され運行本数も減少してコミュニティーバスや乗合タクシーへの移行が進んでいる。

- かつては全路線とも当営業所（八代産交）を起終点とし、八代駅を中心として八代市内全域から北は熊本市内、南は鹿児島県川内市（現:薩摩川内市）内、東は人吉市内まで幅広く運行されていたが、沿線の過疎化（特に中山間地域や山間部）、空洞化や自動車の普及などで2006年から2010年までの4年間でバスの乗降客数が3割以上の減少と大きく激減し、逆に市の財政負担額が5割も増えたために産交バスへの運行支援補助金の減額を余儀なくされ、2010年10月1日のダイヤ改正で八代市運営の市街地循環バスと乗合タクシーを導入し、ほとんどの路線が八代市内（市街地）のみの運行となったほか、起終点がこれまでの八代産交から八代市役所前発着に変更・短縮となり、全てのバス路線の区間・本数が大きく見直された。特に八代市役所前～八代産交間(八代宮前、北荒神町福祉センター前、東塩屋、中塩屋、八代産交)や、八代小学校入口、産業道路を通るバスの大半が回送区間となったため、この区間においてはバスの本数が激減していたが[10]、2017年10月1日のダイヤ改正により、みなバス、まちバス、松橋線（国道経由）の起終点が八代産交へ変更されたことにより、現在はある程度の本数が確保されている。また、新八代駅前を経由する路線において、すべてが東口にも乗り入れていたが、現在は路線バスやコミュニティバスは東口には乗り入れず、全て西口からの乗り入れとなっている（高速バスは引き続き東口からの乗り入れ）。このようにダイヤ改正で一旦は収支が改善され乗降客数も増加に転じたが、市内の人口減や沿線の過疎化に歯止めがかからず2013年頃より再度収支が悪化し始めた。2014年には「八代市地域公共交通網形成計画」を策定したが、2015年現在は2010年のダイヤ改正以前と同じくらいの水準に戻ってきてしまっており、運営方法の改善が大きな課題となっていた[11]。
- その後もますます乗車率の悪化が進んで赤字が拡大しているため、2017年に「八代市地域公共交通再編実施計画」を策定[12][13][14][15][16]、同年10月1日に施行された。施行された主な内容としては、八代市や氷川町を中心に運行するバス運賃の大幅見直し（行政補助により上限を均一200円とする設定）、起終点の変更、一部路線の延長と短縮、ルート変更、一部路線の増便と減便、系統番号の新設、デマンド運行や乗合タクシーへの移行がある。

### 一般路線バス
- 一般路線バスの方向幕は2010年頃までは字幕シート式が多く、字幕で表示できない行先や経由を運行する場合は、方向幕は行先のみ、あるいは白幕を表示してフロントガラスに行先や経由を記したシートを貼り付けていたが、現在は全てLEDの行先表示となっている。八代市街地間はどの区間でも180円均一運賃。八代市内と氷川町内は上限は250円（市境越えの松橋線（国道経由）、松橋線（県道経由）を除く）。
- 八代営業所担当のバス路線は「産交バス八代地区路線図（2024年10月1日現在）」および「産交バス宇城地区路線図（2023年4月1日現在）」を表記。なお、運行経由地の中で『太文字』表記の停留所は終点とする便が設定されていることを意味する。

#### 八代地域発着路線
| 路線名                       | 案内番号 | 起点         | 運行経由地 | 終点           | 備考 |
| ---------------------------- | -------- | ------------ | --- | -------------- | --- |
| 松橋線（国道経由）           | 4        | 八代産交     | －ゆめタウン－東塩屋－八代宮前－八代市役所前－出町－八代駅前－宮地－八代IC前－宮原－小川四つ角－イオンモール宇城－宇城警察署前－                       | 松橋産交       | LED行先表示は「松橋産交」ではなく、単に「松橋」と表示されるが、バスによっては表示が小さいため、LED行先表示が小さいバスのみ「4 松橋」「5 松橋」と表示される。 |
| 松橋線（県道経由）           | 5        | 八代市役所前 | －出町－大村橋－パトリア千丁前－鏡四つ角－松橋支援学校－                                                                                               | 松橋産交       | LED行先表示は「松橋産交」ではなく、単に「松橋」と表示されるが、バスによっては表示が小さいため、LED行先表示が小さいバスのみ「4 松橋」「5 松橋」と表示される。 |
| 文政線                       | 6        | 八代駅前     | －出町－八代市役所前－八代宮前－東塩屋－八代産交－永碇－市立八代支援学校－イオン八代ショッピングセンター－松田農場前－文政小学校前－鏡本町－有佐駅前－ | 宮原中央       | 日朝夕1往復ずつ計2往復のみの運行。かつての宮原線。市立八代支援学校経由。LED行先表示は「宮原中央」ではなく、単に「6 宮原」と表示される。 |
| 種山線                       | 8        | 八代市役所前 | －出町－大村橋－労災病院前－新八代駅西口－千丁小学校前－鏡四つ角－有佐駅前－宮原中央－東陽スポーツセンター前－                                         | 種山           | 種山線は八代市乗合タクシー「23.種山線」と共同運行。 |
| 八農分校線                   | 9        | 八代市役所前 | －出町－大村橋－労災病院前－新八代駅西口－千丁小学校前－鏡四つ角－有佐駅前－宮原中央－東陽スポーツセンター前－種山－氷川ダム前－落合－                 | 八農分校前     | |
| 田浦線                       | 11       | 八代市役所前 | －出町－八代駅前－旭中央－八代工業高校前－短大高専前－平山新町－敷川内－日奈久温泉駅前－日奈久温泉前－君ヶ淵駐車場－こやぶ－赤松トンネル前－           | 道の駅たのうら | LED行先表示は「道の駅たのうら」と表示されるが、バスによっては表示が小さいため、LED行先表示が小さいバスのみ「11 道の駅たのうら」と表示される。水俣営業所との共管路線。 |
| 日奈久温泉ライン（高田経由） | 12       | 八代市役所前 | －宮の町－旭中央－八代駅前－高田駅前－平山新町－敷川内－日奈久温泉駅前－日奈久温泉前－日奈久下西町－日奈久ドリームランド シー・湯・遊－                | ウインズ八代   | 当該路線は平日と土休日の一部運行便の関しては「日奈久下西町」止まり、年末年始除く土休日日中時間帯（初便から15時台まで）の運行便の関しては「ウインズ八代」行きとなる。 LED行先表示は「12 日奈久温泉（下西町）」「12 ウインズ八代（日奈久温泉）」（LED行先表示のサイズが小さい車種は「12 日奈久温泉」「12 ウインズ八代」のみ）と表示される。 |

#### 宇城地域発着路線
| 路線名                     | 起点           | 運行経由地 | 終点     | 備考 |
| -------------------------- | -------------- | --- | -------- | --- |
| 砥用線（松橋－砥用）       | 松橋産交       | －南田－松橋インター入口－美里町役場中央庁舎前－佐俣の湯－永富－                                                 | 砥用中央 | 砥用車庫（旧：産交バス松橋営業所）管轄路線 学生通学対策のため、平日・土曜ダイヤのみ1往復宇土本町二丁目発着がある。平日・土曜ダイヤ砥用側の始発便、平日ダイヤ松橋側の最終便・土曜ダイヤ松橋側の2便目は宇土本町二丁目始発。 |
| 砥用線（宇土－砥用）       | 宇土本町二丁目 | －宇土本町一丁目・宇土高校入口－松橋駅－松橋産交－南田－松橋インター入口－美里町役場中央庁舎前－佐俣の湯－永富－ | 砥用中央 | 砥用車庫（旧：産交バス松橋営業所）管轄路線 学生通学対策のため、平日・土曜ダイヤのみ1往復宇土本町二丁目発着がある。平日・土曜ダイヤ砥用側の始発便、平日ダイヤ松橋側の最終便・土曜ダイヤ松橋側の2便目は宇土本町二丁目始発。 |
| 宇土－松橋線               | 宇土駅         | －宇土本町二丁目－                                                                                               | 松橋産交 | 平日のみ、松橋産交にて同一車両乗換え無しで松橋線と接続。 |
| 宇土－松橋線（松橋駅経由） | 宇土駅         | －宇土本町二丁目－松橋駅－                                                                                       | 松橋産交 | 平日のみ、松橋産交にて同一車両乗換え無しで松橋線と接続。 |

#### その他
| 路線名     | 案内番号 | 起点           | 運行経由地 | 終点     | 備考                                                   |
| ---------- | -------- | -------------- | --- | -------- | ------------------------------------------------------ |
| 田浦水俣線 | 1        | 道の駅たのうら | －田浦駅前－泊－佐敷駅前－ヘルシーパーク芦北前－つなぎ温泉前－津奈木駅前－新水俣駅－旭町商店街－水俣駅前－百間町－水俣病資料館（エコパーク）－ | 水俣産交 | 当該路線は11系統田浦線と同じく水俣営業所との共管路線。 |

### コミュニティバス

#### 八代市街地循環バス
- 八代市役所前・ゆめタウンを起点とする循環バスを2010年10月1日より運行を開始した（みなバス、まちバスにおいては、2017年10月1日ダイヤ改正により、起終点を八代市役所前から八代産交へ変更）。どの区間でも180円均一料金である。また、2017年10月1日運行分より一部のバスの車体ラッピングのデザイン更新工事を行っており、今後も順次行われる予定である[17][18]。左から、系統番号・路線名・経由地ならびに行先。(2017年10月1日～）

- 乗車の際は以下注意が必要。

それぞれに左廻り・右廻りがあるので、行先表示を確認して乗車する必要がある。
まちバス・みなバスは同一車両により、方向表示を確認する必要がある。（車両点検などで一般路線車が運行する場合があるので注意が必要である。）
| 路線名   | 案内番号 | 起点       | 運行経由地 | 終点       | 備考 |
| -------- | -------- | ---------- | --- | ---------- | --- |
| みなバス | ■L1 ■R1  | 八代産交   | 八代産交－ゆめタウン－東塩屋－八代宮前－八代市役所前－本町緑地公園－出町－八代駅前－福正元町－新八代駅西口－労災病院前－臨港線－イオン八代ショッピングセンター－八代高校前－松江通り－ゆめタウン－                                                           | 八代産交   | 河童のイラストが描かれているラッピングバス 八代産交を起点で八代高校前→イオン八代ショッピングセンター新八代駅西口方面が「R1（右回り）」、八代宮前→八代市役所前→八代駅前方面が「L1（左回り）」     |
| まちバス | ■L1 ■R1  | 八代産交   | 八代産交－ゆめタウン－八代小学校入口－厚生会館前－八代宮前－八代市役所前－本町緑地公園－袋町－八代駅前－出町－八代東高校前－秀岳館高校前－市民球場前－古閑中町－田中北町－イオン八代ショッピングセンター－サテライト八代－永碇－八代小学校入口－ゆめタウン－ | 八代産交   | 河童のイラストが描かれているラッピングバス 八代産交を起点でサテライト八代→イオン八代ショッピングセンター市民球場前方面が「R1（右回り）」、厚生会館前→八代市役所前→八代駅前方面が「L1（左回り）」 |
| ゆめバス | ■L3 ■R3  | ゆめタウン | －古城－麦島－旭中央－八代駅前－出町－本町緑地公園－八代市役所前－八代宮前－東塩屋－八代産交－ | ゆめタウン | 黄色のラッピングバ ゆめタウンを起点八代産交八代宮前→八代市役所前→八代駅前方面が「R1（右回り）」、古城→麦島→旭中央→八代駅前方面が「L1（左回り）」                                                 |

### シャトルバス

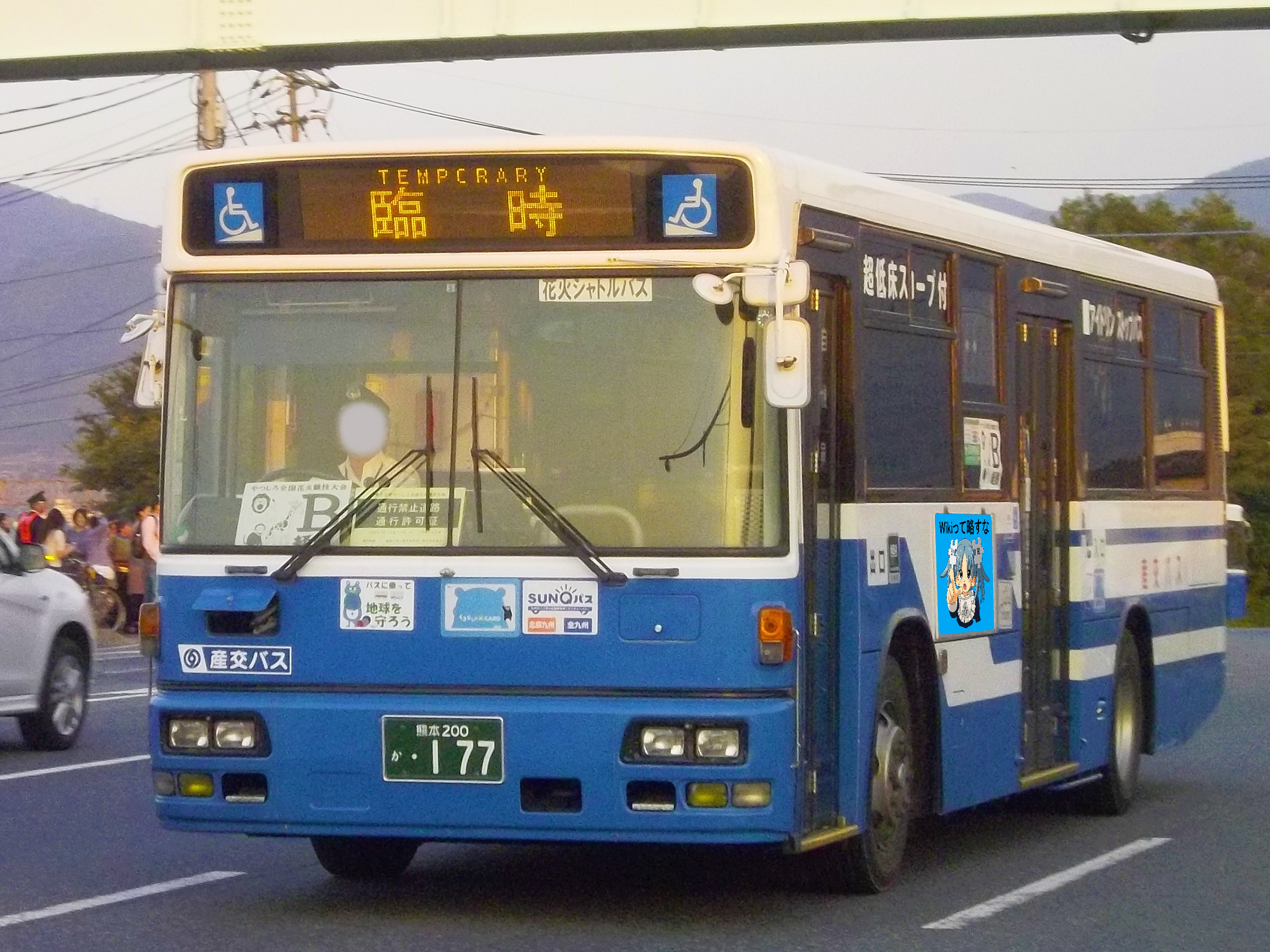
やつしろ全国花火競技大会シャトルバスとして熊本から派遣されたNo.177（2015年）

- 全国花火大会臨時シャトルバスA経路（日本製紙グラウンド(八代駅)－新八代駅東口－イオン八代）
- 全国花火大会臨時シャトルバスB経路（日本製紙グラウンド(八代駅)－松濱軒駐車場(産業道路)－ゆめタウン八代駐車場）
- 全国花火大会臨時シャトルバスC経路（日本製紙グラウンド(八代駅)－ウインズ八代（日奈久駐車場））

毎年10月第3週に開催されるやつしろ全国花火競技大会開催時に運行されるシャトルバス。各シャトルバス乗り換え専用駐車場－日本製紙グラウンド（会場最寄り）間をピストン運行する。花火大会開催日は30万人もの見物客で混雑し八代営業所所属の小型・中型バスだけでは対応出来ないため、このシャトルバスには熊本営業所や松橋営業所、玉名営業所など所属の多数の大型バスが八代営業所を始め、ゆめタウン八代店、八代港、ウインズ八代、イオン八代SCなどに分散して回送され、多客応援対応として充当される。2011年よりB経路は新たにトライアル八代横に停車、C経路新設など運行経路がリニューアルされた。B経路は2014年開催日まで日本製紙グラウンド－八代港間の運行であったが、2015年開催日から日本製紙グラウンド－トライアル八代横間（トライアル八代店第2駐車場）に路線が短縮された。しかし、従来の乗り場であったトライアル第2駐車場の一部が民間法人に売却されて福祉施設が建てられたため乗用車やバスの駐車が不可能となり、2017年開催日より再び八代港発着に戻ったものの、2018年開催日はゆめタウン八代に短縮されている。行き先方向幕は「臨時」、「九州産交」または「産交バス」表示で、所属する営業所により異なる。経路を記したクリアファイルを運転席窓や乗車口扉横に設置して対応している。料金はどの区間でも、小学生以上往復500円。

### 高速バス
- B&Sみやざき (新八代駅東口－人吉IC－都城北－宮交シティ－宮崎駅)　<JR九州バス・宮崎交通との共同運行>

八代における共同運行会社の運行支援業務（乗務員休憩・折り返し整備等）も担当

## 廃止路線
高速バス
- エアラインやつしろ号（八代市－熊本空港）

2004年3月13日に路線開業し10往復運行していたが、同年8月31日をもって運行終了・廃止となった。
- 主な運行経路

八代港－八代産交－八代宮前－八代駅前－新八代駅（東口）－片野川－＜九州自動車道経由＞－グランメッセ熊本－熊本空港－国際線ターミナル
なお、運行開始時から2ヶ月ほどは八代産交－新八代駅間は八代宮・八代駅前を経由せず、松井神社前・出町を通るルートだった。
- トワイライト神戸号[19]（八代市－熊本市経由神戸・尼崎）

1992年5月29日に熊本交通センターから国道3号線経由で八代市内まで路線を延伸（八代営業所管轄停車箇所は、八代産交・八代市役所前・八代駅前3箇所）。1994年12月1日、トワイライト神戸号（八代－熊本市経由神戸・尼崎）と鹿児島交通が運行する「トロピカルライナー（鹿児島市－神戸・尼崎）」との統合で同路線の運行ルートが尼崎・神戸－熊本市－鹿児島市に変更になり八代市内3箇所の停留所は八代ICに統合され熊本からの3号線経由便は廃止。

快速バス
- さつま号（八代市－川内市(現：薩摩川内市)）

- しらぬい号（八代市－松橋－熊本市）（1978年廃止）
  - 鏡経由と宮原経由の2系統が存在した。
  - これ以外にも、宮原・松橋・熊本市経由で山鹿市まで運行する「第2しらぬい号」も存在した。
- やつしろ号（八代市－宮原－松橋－熊本市）（1990年頃廃止）

上記「しらぬい号」廃止から7年後の1985年に再び「八代快速」として復活させた路線であった。
- ひなぐ号（君ヶ渕駐車場－日奈久温泉前－八代駅前－宮原－小川四つ角－松橋産交－南田尻－熊農前－迎町－熊本交通センター（現：桜町BT））（1992年4月30日付）

かつては水俣営業所により水俣－熊本線「快速なぎさ号」が運行されていたが、利用客低迷により1991年3月31日付で廃止され、代替として君ヶ渕駐車場始発着に短縮する形でなぎさ号廃止翌日の同年4月1日より運行開始したが、こちらも利用率が振わず僅か1年で廃止された。これら「やつしろ号」「ひなぐ号」廃止により、バスによる八代市内から一般道のみで熊本市間とをダイレクトに結ぶアクセス手段は消滅した。
一般路線バス
- 神瀬線（八代産交－出町－八代駅前－原女木（はらめき）－油谷・坂本工場－柞木（ゆすのき）－坂本駅前－中谷－馬廻（まめぐり）－鎌瀬－中津道－瀬戸石－伊高瀬－箙瀬（えびらせ）－多武除（たぶのき）－神瀬（こうのせ）小学校（現 旧神の瀬小学校、2014年4月1日から神瀬福祉センターたかおと前に改称）（2010年9月30日付）
- 鎌瀬線（八代産交－出町－八代駅前－原女木－油谷・坂本工場－柞木－坂本駅前－中谷－馬廻－鎌瀬）（2010年9月30日付）

かつて八代市内から球磨川沿いの国道219号（人吉街道）や肥薩線沿いの旧人吉街道を経由して人吉市内（旧人吉ターミナル・人吉産交）を結んでいた八代‐人吉線の生き残りで、運行系統の見直しで八代産交－神瀬小学校、神瀬小学校－人吉産交に路線を分割してからは八代市内から唯一球磨村（白石駅近く）まで運転していたバスであり、かつてはこの他に坂本駅前－神瀬小学校・一勝地駅前の区間便も存在した。しかし坂本駅から先は少子高齢化や度重なる球磨川大水害による住居被害、移転などで過疎化が進んで沿線人口が極端に少ない過疎地域となり、また1989年に九州自動車道の八代IC－人吉ICが開通したことや路線のほぼ全線が肥薩線に沿って走るために存在意義が低下していき、運転本数が徐々に減少していった。営業末期は坂本駅から先は神瀬小学校へ通う児童以外は利用客がほとんどおらず、坂本線の区間延長扱いで毎日1往復が鎌瀬まで、平日土曜日のみ鎌瀬から先の神瀬小学校へのスクールバスを兼ねた朝1往復（八代産交→神瀬小→坂本駅前）、夕方（土曜日は日中）1往復（坂本駅前→神瀬小→八代産交）の合計3往復しか運行されていなかった。さらに神瀬小学校が2010年4月1日付で一勝地小学校に統合されて廃校になったためにスクールバスとしての役割も終えたことや、同年9月限りで球磨村からの運行補助金支給が打ち切られたことから全てのバスが坂本駅前（八代市内）までの坂本線のみの運行に短縮され、坂本駅から瀬戸石駅まではデマンド型乗合タクシー（9・中津道坂本線 坂本病院前－坂本駅－中津道－瀬戸石駅前）に移行され、瀬戸石駅から先は利用者皆無として完全に廃止された。この廃止で八代市（坂本地区）と球磨村（神瀬地区）の間を走るバスは全て廃止され、廃止以降は路線バスの運行はない。神瀬小学校行きは行先表示が一定しておらず、バスの車種により「神瀬」、「神の瀬」、「神瀬小学校」、「神の瀬小前」などと複数の種類が存在したのが特徴的であった。その後、神瀬線、鎌瀬線が廃止された後に唯一生き残った坂本線も利用者低迷により2023年9月30日を以て廃止された。
- 川原谷線（八代産交－出町－八代駅前－今泉－原女木－油谷・坂本工場－柞木－日田地－川原谷）（2010年9月30日付）
- 日田地線（八代産交－出町－八代駅前－今泉－原女木－油谷・坂本工場－柞木－日田地）（2010年9月30日付）

坂本地区からさらに山間部の日田地、川原谷地区まで運行されていた路線。晩年は川原谷線が毎日7往復、区間便の日田地線が毎日1往復運行されていたが、沿線の深刻な過疎化に伴う運行系統再編の影響を受け、全て八代市運営の定期運行型乗合タクシー（10・鮎帰坂本線 坂本駅－日田地－川原谷）に転換される形で廃止された。
- 破木線（八代産交－出町－八代駅前－原女木－油谷・坂本工場－破木）（八代駅前－出町－植柳上町－北新地－金剛小学校前－日奈久温泉駅前－日奈久温泉－君ヶ淵駐車場－大門瀬－中畑－破木）（2010年9月30日付）
- 旧坂本線（八代駅前－出町－植柳上町－北新地－金剛小学校前－日奈久温泉駅前－日奈久温泉－君ヶ淵駐車場－大門瀬－中畑－破木－藤本－坂本駅前）（2010年9月30日付）
- 馬廻線（八代産交－出町－八代駅前－今泉－原女木－油谷・坂本工場－坂本橋－坂本温泉センター）（2010年9月30日付）

破木線の一部と旧坂本線は国道3号と大門瀬地区を、馬廻線は油谷地区を経由して坂本方面に運行されていたが、過疎化による利用率の低下と運行系統再編のため全て現在の人吉街道経由に統合されて廃止され、破木線と旧坂本線は大門瀬までに短縮されて現在の大門瀬線となった。また、油谷（坂本工場）と破木を経由するバスも同年9月30日の運行を以て全て廃止された。
- 第一環状線・第二環状線（八代産交－出町－八代駅前－宮地－大塚古墳前－新八代駅東口－総合庁舎前－労災病院前－臨港線－横手新町－検察庁・法務局・市博物館前－八代産交）（2010年9月30日付）
- 片野川環状線（八代産交－出町－八代駅前－宮地－東片町－総合庁舎入口－上日置－新八代駅西口－労災病院前－大村橋－出町－八代産交）（2010年9月30日付）
- イオンシャトルバス（イオン八代ショッピングセンター－横手新町－検察庁・法務局・市博物館前－八代産交－出町－八代駅前－大田郷小学校前－新八代駅西口－労災病院前－臨港線－イオン八代ショッピングセンター）（2010年9月30日付）

イオン八代店の開店と同時に運行開始したシャトルバスで、運賃は大人100円、子供50円均一で運行本数は左回りが11本（うち1本は八代産交発イオン八代ショッピングセンター行き）右回りが11本（うち1本はイオン八代ショッピングセンター発八代産交行き）で運行していたが、ゆめタウン八代が開業からイオンと結ぶバスがなかったため、2010年10月1日のダイヤ改正で八代市役所前発着の八代市街地バスのみなバスが運行することになった。
- 市民球場線（八代産交－東塩屋－厚生会館前－松井神社前－代陽小学校前－秀岳館高校前－田中町－市民球場前）（廃止日不明）（八代駅前－出町－八代宮前－厚生会館前－松井神社前－代陽小学校前－秀岳館高校前－田中町－市民球場前）（2010年9月30日付）

八代駅から八代市内を経由して市民球場まで運行していた路線。駅からの乗客はほとんどいなかったため、2010年10月1日のダイヤ改正で役目を市内循環バスのまちバスに譲り廃止された。
- 宇土線（八代産交－出町－八代駅前－宮原－松橋産交－宇土駅前）（八代産交－出町－大村橋－鏡四つ角－松橋産交－松橋駅前－宇土駅前）（2010年9月30日付）

元々は松橋営業所と八代営業所の共同管轄の長距離路線であったが、運行系統再編のため八代産交－松橋産交（松橋線）と松橋産交－宇土駅前（宇土線）に系統が分割され、直通バスは廃止された。同時に松橋線、宇土線とも八代営業所単独路線に変更された。現在も八代行・宇土行とも松橋産交を境として同一車両で乗り換えなしで利用できるが、運賃は通算されないため一旦は松橋産交で利用した区間の運賃を精算する必要がある。
- 築港線（八代駅前－出町－八代産交－八代港）（君ヶ渕駐車場－日奈久温泉前－高田駅前－八代駅前－出町－八代産交－八代港）（2010年9月30日付）
- 郡築・産島線（八代駅前－出町－八代産交－ゆめタウン－八代港－郡築－産島（うぶしま））（2010年9月30日付）（八代市役所前－八代産交－ゆめタウン－八代港－郡築－産島）（八代市役所前－八代産交－ゆめタウン－八代港－大島－郡築－産島）（2017年9月30日付）

昭和時代の戦前から八代駅より八代産交や八代港を経由して、八代港沿い郡築地区の最も端である産島までを結んでいた歴史ある路線。八代港から天草方面へのフェリー接続バスとしての役目も担っており、八代港までの区間運行便を築港線、産島まで通しで運行する便を郡築・産島線として区別していた。産島行きバスは運行路線の約半分以上を旧郡築村一帯が占めていた事から、方向幕は終点の「産島」ではなく「郡築」と表示されていたのが特徴的であった。前述の通りフェリー接続の関係で本数も比較的多く設定されており、ほとんどのバスが八代駅発着の国鉄・JR線と八代港発着の松島・天草方面へのフェリーの双方の接続を取るダイヤが組まれていた。この他に君ヶ淵駐車場から3号線と八代駅を経由して八代港まで結ぶバスや八代駅から八代港を通ってそのまま郡築や産島に直通するバス、観光シーズンや夏休みなどの大型連休には多客輸送として八代駅と八代港をノンストップで結ぶ臨時直行バスや続行便も運行されたが、交通事情の変化などによるフェリーの衰退や乗客減による合理化のため、築港線は2010年にゆめバスの新設と旧産島線、旧君ヶ淵線の運行区間や本数を短縮、削減する形で全便廃止。同時に現在の産島線と君ヶ淵線（2015年廃止）に完全分割され、その際に見返りとして住民からの路線新設の要望が高かった大島地区を経由するルートが3往復設定された。しかしながら、産島線利用率は年々低迷する一方で晩年は1便あたりの輸送密度が1.4名、1日平均0.5名と大きく低迷しており、また大島を経由する便のみが停車するバス停の乗降もほとんど見られなくなった事から、2017年10月1日のダイヤ改正に合わせ、デマンド型乗合タクシー（16・産島線 八代市役所－ゆめタウン八代－八代港（築添）－郡築－大島－イオン八代－産島－昭和）へ移行し廃止された。この移行により新たにイオン八代ショッピングセンターが経路に加わった。八代港を経由するバスは2017年現在、阿蘇くまもと空港と八代駅を経由して外港車庫とを結ぶ神園交通のすーぱーばんぺいゆ11往復のみで、それ以外の定期路線バスは設定されていない。2011年から2014年の開催日までは全国花火大会臨時シャトルバスB経路が不定期ながら唯一八代駅から直接八代港に向かう路線であったが、2015年開催日から手前のトライアル八代横（第2駐車場）に短縮されたため、八代駅からの路線バスは一旦全て廃止された。そのトライアル第2駐車場が民間施設に売却されたため、2017年開催日は再び八代港発着便が復活したものの、翌2018年開催日からはさらに手前のゆめタウン八代に短縮されている。
- 東町線（八代産交－出町－八代駅前－萩原－宮地－八代市立病院前－宮地東小学校前－川原－東町）（2010年9月30日付）（八代駅前－長田町－宮地－八代市立病院前－宮地東小学校前－川原－東町）（2017年9月30日付）

かつては八代産交から八代駅前を経由して東町まで運行していた路線で、1962年に運行を開始した歴史ある路線。宮地－八代市立病院前間の右折左折が大変だったので2010年10月1日の運行系統再編時に、八代駅前発着にし、片野川環状線の一部を東町線へ吸収する路線となったが、1便当たりの平均輸送密度が1.3名、1日平均0.3名と利用率低迷に歯止めがかからず大きく低迷していたため、2017年10月1日のダイヤ改正でデマンド型乗合タクシー（15・東町線 八代駅前－東町－年神・坂谷上・朴ノ木）へ移行され、57年間の運行に幕を閉じた。移行により東町から今までバスが入れなかった年神、坂谷、朴ノ木まで区間が延長された。廃止前日の9月30日には東町住民によるお別れセレモニーが開催された。「さよなら産交バス、57年間ありがとう」の横断幕が貼られ、運転手への花束贈呈や記念撮影などが行われた。
- 南平和町線（新八代駅東口－総合庁舎前－労災病院前－食糧事務所前－大村橋－出町－八代宮前－本町三丁目－千反－植柳上町－北新地－弥次分校前－南平和町）（2010年9月30日付）（八代市役所前－八代宮前－本町三丁目－千反－植柳上町－北新地－弥次分校前－南平和町）（2017年9月30日付）

かつては新八代駅東口から労災病院や八代市内を経由し南平和町まで運行していた路線。2010年10月1日のダイヤ改正で新八代駅東口に路線バスを乗り入れず、八代市役所前発着に短縮運行となったが、1便当たり平均輸送密度が2.2名、1日平均0.7名と著しい利用の低迷、大門瀬線との重複による非効率な運行もあり、2017年10月1日のダイヤ改正で定期運行型の乗合タクシー（17・平和町線）へ移行された。移行により起点と終点がゆめタウン八代に変更され、環状運転を開始している。
- 岩奥線（八代産交－出町－大村橋－食糧事務所前－労災病院前－新八代駅西口－千丁小学校前－鏡四つ角－有佐駅前－宮原中央－種山－河合場－岩奥）（2010年9月30日付）
- 河合場線（八代産交－出町－大村橋－食糧事務所前－労災病院前－新八代駅西口－千丁小学校前－鏡四つ角－有佐駅前－宮原中央－種山－河合場）（2010年9月30日付）
- 栗木線（八代産交－出町－大村橋－食糧事務所前－労災病院前－新八代駅西口－千丁小学校前－鏡四つ角－有佐駅前－宮原中央－種山－栗木（古園））（2010年9月30日付）
- 河俣東陽線（八代産交－出町－大村橋－食糧事務所前－労災病院前－新八代駅西口－千丁小学校前－鏡四つ角－有佐駅前－宮原中央－種山－河俣（鶴木場））（2010年9月30日付）

河合場線、岩奥線、栗木線、河俣線とも旧泉村や東陽村まで運行されていた路線で、各路線に駐在車庫(現地出退勤)が存在していた。各線共に自然豊かな山道や峠道を通る路線であったが、過疎化と自動車の普及で乗車率が激減したため種山・八農分校－岩奥・栗木・河俣間は乗合タクシーに転換されて廃止された。廃止後はタクシーは種山から6系統に分かれて運行され、バスは起点側は朝夕の一部運行便を除いた大半が八代産交（八代駅）発着から労災病院（新八代駅）発着に変更されたほか、終点側も種山や八農分校までに短縮されて大幅に増便され、2017年10月1日ダイヤ改正で新八代駅発着から八代市役所発着に区間が延長され、現在の種山線、八農分校（泉）線となっている。
- 新八代駅線（新八代駅西口－労災病院－大村橋－出町－産業道路－東塩屋－八代市役所前）（2017年9月30日付）

利用の低迷かつ種山線と路線重複で非効率な運行もあり、2017年10月1日ダイヤ改正で重複種山線に統合する形で廃止された。
- 八代駅前線（八代駅前－野上－八代産交）（2007年3月31日付）（八代駅前－出町－八代産交）（2010年9月30日付）（八代駅前－出町－八代市役所前）（2015年9月30日付）（八代駅前－産業道路－八代産交）（2010年9月30日）
- 水俣線（八代産交－八代市役所前－八代駅前－3号線（日奈久温泉駅・佐敷駅前・新水俣駅・水俣駅前）－水俣産交）（2010年9月30日付）（八代市役所前－八代駅前－3号線（日奈久温泉駅・佐敷駅前・新水俣駅・水俣駅前）－水俣産交）（2013年9月30日付）

2010年10月1日のダイヤ改正以降は当営業所で最も長い距離を結ぶ長距離路線バスであったが、乗客減と合理化により道の駅たのうらまで運行に短縮され、道の駅たのうら‐水俣産交間と系統が分割された。なお、系統分割後も水俣営業所との共同運行は継続している。
- 旧宮原線　(八代駅前－出町－八代市役所前－東塩屋－八代産交－永碇－イオン八代ショッピングセンター－松田農場前－文政廻し－鏡本町－有佐駅前－宮原中央)（2010年9月30日付）（八代産交－出町－大村橋－鏡四つ角－鏡本町－有佐駅前－宮原中央)（2010年9月30日付）
- 君ヶ渕線（君ヶ渕駐車場－日奈久温泉前－高田駅前－八代駅前－出町－八代産交－八代港）（君ヶ渕駐車場－日奈久温泉前－高田駅前－八代駅前－出町－八代産交）（2010年9月30日付）（君ヶ渕駐車場－日奈久温泉前－高田駅前－八代駅前）（君ヶ渕駐車場－日奈久温泉前－高田駅前－八代駅前－野上－八代市役所前）（2015年9月30日付）

八代港－八代駅前間は利用率が低下したため運行系統の再編により廃止された。残った八代駅前・八代市役所－君ヶ渕駐車場間も全線に渡って他に田浦水俣線と大門瀬線が運行されており、乗客減による過剰な運行本数が問題視されたため「八代市地域公共交通網形成計画」に基づいて運行系統が整理され、利用率の高い下西町までに短縮されて下西町－君ヶ渕間は廃止された。
- JRAウインズ八代シャトルバス (八代駅前－日奈久温泉駅前－日奈久温泉前－ウインズ八代)（2015年9月27日付）

競馬開催日のみの運行だったが定期バス化の要望が高かったため一般路線化し、八代市役所前発着で土日祝のみの運行となった。
- 7 文政線（イオン八代～）：イオン八代ショッピングセンター－松田農場前－文政小学校前－鏡本町－有佐駅前－宮原中央（2020年11月30日付）

かつての宮原線。LED行先表示は「宮原中央」ではなく、単に「7 宮原」と表示されており、「イオン八代ショッピングセンター」ではなく、単に「7 イオン八代」と表示されていた。利用者激減により、2020年11月30日をもって運行終了。2020年12月1日からは八代市乗合タクシーに移管、定期便「20 文政線」として運行が開始された。
- 10 坂本線：八代市役所前－出町－八代駅前－八代清流高校前－原女木－西部大橋－不動前－中谷橋－坂本－坂本駅前（2023年9月30日付）

八代市内から球磨川沿いの人吉街道を経由して旧坂本村の中心部（八代市坂本地区）まで運行していた路線で、運行開始当初は八代 - 人吉線の区間便扱いであった。坂本地区は道路整備が遅れていたため利用者も多く運行本数も比較的多めに設定されていたが、坂本地区の過疎化により年々利用者は減少していき運行本数も徐々に減らしていった。その後、2020年7月に発生した令和2年7月豪雨で人吉街道の道路の一部や橋が流出するなど大きな被害を受けたことにより八代清流高校前 - 坂本駅前間が長期間運行休止となった。さらに坂本地区全体も球磨川の氾濫による大洪水で甚大な被害を受けたことで多数の住民が八代市内中心部を始めとする熊本県内各所などに分散避難や移住を余儀なくされる事態に陥り、地域人口が激減したことで利用率が一気に悪化した。住民の避難や移住が落ち着いた営業末期は八代清流高校に通う一部生徒以外の利用者はほぼ皆無の状態となったため2023年10月1日より八代市乗合タクシーに移管、定期便「21 坂本線」となり同区間を運行。坂本線の廃止により人吉街道を走る産交バスの路線バスは全廃となった。坂本駅周辺の災害復旧工事開始に伴い、廃止1年前の2022年9月1日より運行区間が約1km手前の坂本バス停までに短縮され、そこから先はタクシー会社が運行するワゴンタクシーやデマンドタクシーが接続する形を取っていた。
- 13　大門瀬線：八代市役所前－本町三丁目－千反－植柳上町－北新地－金剛小学校前－日奈久温泉駅前－日奈久温泉前－日奈久下西町－君ヶ淵駐車場－大門瀬（2024年9月30日付）

大門瀬線は2017年9月30日までは6往復の運行だったが、日奈久温泉－大門瀬間の利用率低迷のため10月1日より通学生徒の多い時間帯の1往復（大門瀬→八代市役所前…朝1本、八代市役所前→大門瀬…夕方1本）のみの運行となっていた。同線の路線バス廃止後は下記の日奈久温泉駅発着のデマンド型乗合タクシーに一元化を行った。
大門瀬線の大幅減便に伴い、日奈久温泉駅－大門瀬－破木－坂本駅間にデマンド型乗合タクシー（14・日奈久坂本線）が新設され、日奈久温泉ライン、肥薩おれんじ鉄道線、肥薩線などと接続する事で住民への利便性の向上を図っている。
- 14　日奈久温泉ライン（金剛経由）：八代市役所前－本町三丁目－千反－植柳上町－北新地－金剛小学校前－敷川内－日奈久温泉駅前－日奈久温泉前－日奈久下西町－※日奈久ドリームランド シー・湯・遊－※ウインズ八代（2024年9月30日付）

※印の「日奈久下西町」から「ウインズ八代」の運行区間は土休日昼間の運行便限定、他は「日奈久下西町」が終点。
2017年9月30日まで6往復運行されていた（上記の）大門瀬線のうち、利用者が少ないとされた5往復分の日奈久下西町－大門瀬間を区間短縮して誕生した路線である。
日奈久温泉ラインの平日のバスの終点は「日奈久下西町」だが、LED行先表示は「14 日奈久温泉（下西町）」（LED行先表示のサイズが小さい車種は「14 日奈久温泉」のみ）と表示されていた。土休日は平日は回送区間となる日奈久下西町－ウインズ八代間が営業路線として延長される形になり、LED行先表示は車種により「14 ウインズ八代（日奈久温泉）」または「14 ウインズ八代」の2種類が表示されていた。
2024年10月1日より八代市乗合タクシーに移管、定期便「22 日奈久温泉ライン（金剛経由）」となり土休日のウインズ八代乗り入れを含め同区間を運行。

## 周辺施設
- ゆめタウン八代
- かっぱ寿司八代店
- トライアル八代店
- メルシャン八代工場
- すき家八代新地町店
- ほっともっと八代塩屋店
- セブン-イレブン八代八幡町店
- 塩屋八幡宮
- 八代市立八代小学校
- 八代港

## 併設施設
- 九州産交オートサービス八代整備工場

かつては九州産交観光八代貸切販売センターも併設されていたが、現在は本社・熊本営業部に統合されている。

## 八代産交停留所
この項目ではバスターミナルしての「八代産交」発着便を表記。なお一部を除き路線名を省略。ゆめタウン八代は「ゆめタウン」、イオン八代ショッピングセンターは「イオン八代SC」と省略。
| 系統                   | 行先 | 備考                                             |
| 八代市役所・八代駅方面 | 八代市役所・八代駅方面                                                                                     | 八代市役所・八代駅方面                           |
| ---------------------- | --- | ------------------------------------------------ |
| ■L1                    | みなバス＜左回り＞（東塩屋・八代市役所・出町・八代駅前・新八代駅西口・労災病院前方面）                     | 右回り・左回りともに次のバス停は「ゆめタウン」。 |
| ■L2                    | まちバス＜左回り＞（厚生会館前・八代市役所・袋町・八代駅前・秀岳館高校前・市民球場前方面）                 | 右回り・左回りともに次のバス停は「ゆめタウン」。 |
| ■R3                    | ゆめバス＜右回り＞（東塩屋・八代市役所・出町・八代駅前・旭中央・麦島方面）                                 |                                                  |
| 4                      | 松橋産交（ゆめタウン・八代市役所前・八代駅前・宮地・八代IC前・イオンモール宇城経由）                       |                                                  |
| 6                      | 八代駅前（東塩屋・八代市役所前・出町経由）                                                                 | 平日2便のみ。                                    |
| イオン八代SC方面       | |                                                  |
| ■R1                    | みなバス＜右回り＞（八代高校前・イオン八代SC・労災病院前・新八代駅西口方面）                               | 右回り・左回りともに次のバス停は「ゆめタウン」。 |
| ■R1                    | まちバス＜右回り＞（八代小学校入口・サテライト八代・イオン八代SC・田中北町・秀岳館高校前・市民球場前方面） | 右回り・左回りともに次のバス停は「ゆめタウン」。 |
| ■L3                    | ゆめバス＜左回り＞（ゆめタウン行き）                                                                       |                                                  |
| 6                      | 宮原中央（市立八代支援学校・イオン八代SC・文政廻し・有佐駅前経由）                                         | 平日2便のみ。                                    |